# Delokaliserad elektron
En delokaliserad elektron är en elektron som inte deltar i en specifik bindning. I till exempel en bensenmolekyl använder varje kolatom en elektron till bindningen med väteatomen och två till enkelbindningar med grannkolatomerna. En elektron blir alltså över för varje kolatom då kolatomen egentligen vill binda fyra elektroner. Totalt sett blir sex elektroner "över". Dessa sägs vara delokaliserade då de ej deltar i en given bindning.
I fallet med bensen kommer dessa sex elektroner att vara jämnt fördelade över hela kolringen i ett gemensamt elektronmoln. Detta kommer att befinna sig i två plan som är parallella med kolringen, ett på varje sida.

## Beskrivning av delokalisering med resonans
När man undersöker molekylstrukturer med delokaliserade elektroner kommer resultatet att antyda att molekylen har en normal Lewisstruktur. Vid upprepade försök kommer dock resultatet att variera mellan olika möjliga strukturer. Dessa är molekylens så kallade resonansstrukturer. I själva verket är en molekyl med delokaliserade elektroner i det närmaste en hybrid av dessa resonansstrukturer, kallad en resonanshybrid.